# Project Azorian

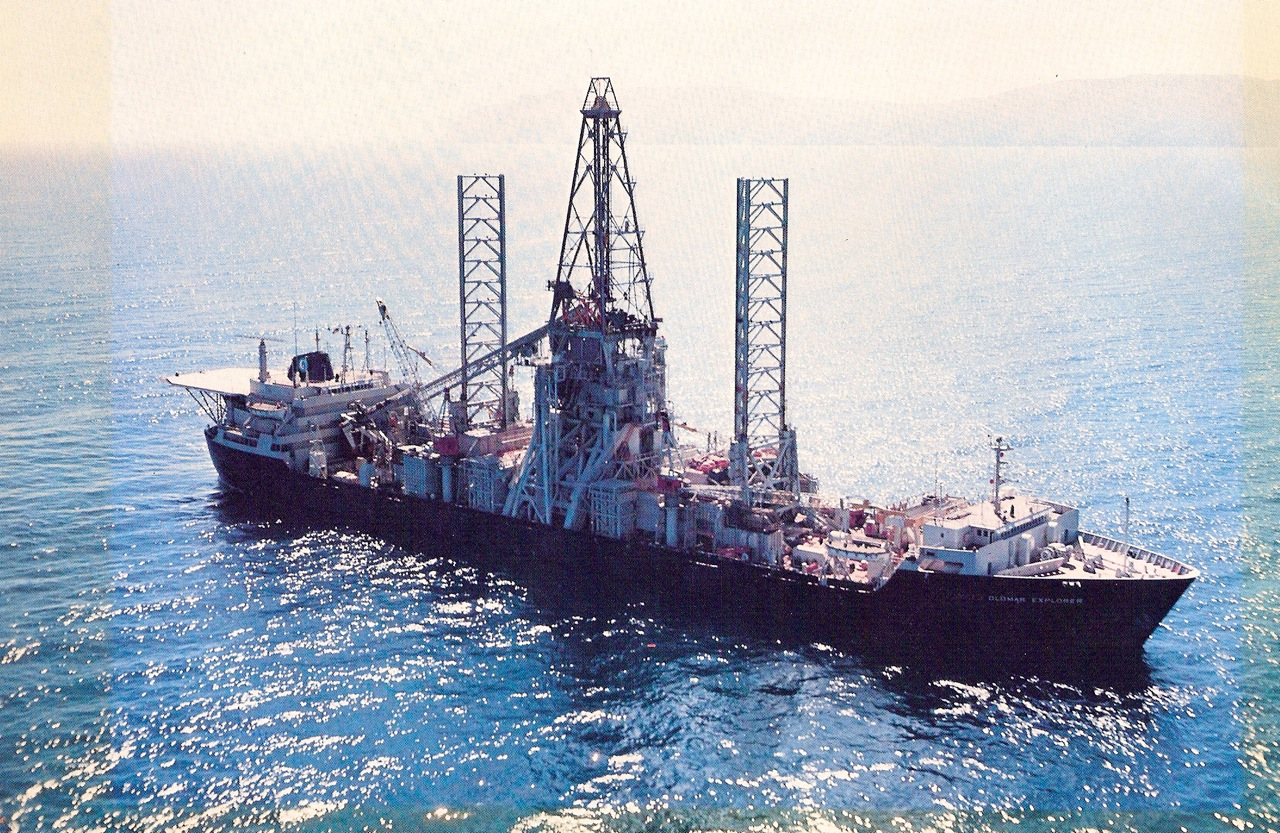
De Hughes Glomar Explorer

Project Azorian was een geheime operatie van de Amerikaanse veiligheidsdienst CIA, om een in maart 1968 gezonken Sovjet-onderzeeboot, de  K-129, te bergen van de bodem van de Grote Oceaan. Het was een van de meest complexe, dure en geheime operaties tijdens de Koude Oorlog.

## Geschiedenis

### Geheim plan
In april 1968 leidde de inlichtingendienst van de Amerikaanse marine uit activiteiten van de Marine van de Sovjet-Unie in de Grote Oceaan af dat daar vermoedelijk een onderzeeër was gezonken. De Sovjets zochten naar de gezonken K-129 maar moesten hun pogingen uiteindelijk zonder resultaat staken. Dankzij hydrofoon-gegevens wisten de Amerikanen waar de onderzeeboot ongeveer moest zijn gezonken. De USS Hallibut, een nucleaire onderzeeër en toegerust voor speciale operaties, werd vanuit Pearl Harbor naar het gebied gestuurd en kon na drie weken onderzoek in een gebied van 3100 km² de K-129 lokaliseren. De Hallibut nam in de weken erop zo'n 20.000 foto's van de onderzeeboot. Op basis van deze foto's adviseerden minister van Defensie Melvin Laird en nationaal veiligheidsadviseur Henry Kissinger de onderzeeër in een geheime operatie te bergen. Dit om de K-129 en de drie aanwezige nucleaire raketten R-21 te kunnen onderzoeken. President Richard Nixon stemde in met het plan en belastte de CIA met de operatie.

### Howard Hughes
De CIA vroeg de miljardair en zakenman Howard Hughes een speciaal schip te ontwerpen en bouwen, dat kon worden ingezet om de gezonken onderzeeboot te bergen. In 1972 werd begonnen met de bouw van de Hughes Glomar Explorer (63.000 ton, 169 meter lang). Het schip werd uitgerust met een grote mechanische grijper (capture vehicle) die naar de oceaanbodem zou moeten worden neergelaten om het beoogde deel van de onderzeeboot op te pakken en naar boven te tillen. Hughes vertelde de media, dat het schip werd gebouwd voor Summa Corporation met het oog op het delven van mangaanknollen (Deep Ocean Mining Project). Op die manier werd gehoopt dat het project geheim bleef. De Hughes Glomar Explorer was klaar in 1974 en kostte 350 miljoen Amerikaanse dollar.
Kort voor het begin van de bergingsoperatie werd, op 5 juni 1974, bij het hoofdkwartier van Howard Hughes in Los Angeles ingebroken, waarbij geheime documenten over de ophanden zijnde berging werden ontvreemd. Deze documenten hadden een rol moeten spelen in een gerechtelijk onderzoek naar Hughes, diens overname van een luchtvaartmaatschappij, en een mogelijk verband van deze overname met de inbraak in Watergate. Volgens sommigen had de diefstal te maken met een cover-up van politieke corruptie op verschillende niveaus: Howard Hughes documenteerde alles over zijn contacten met politici en regeringsinstanties. De gestolen documenten zouden later de basis vormen van de eerste berichtgeving in de Los Angeles Times over wat toen Project Jennifer werd genoemd.

### De berging

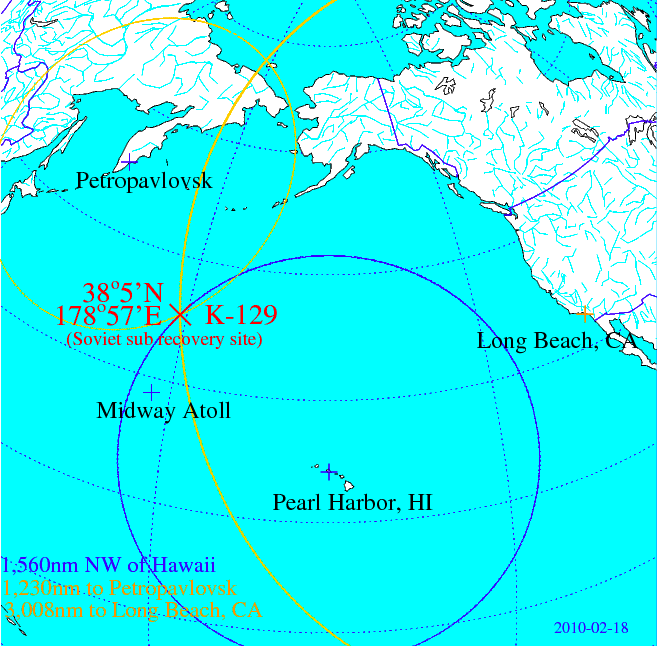
Locatie van de berging

Het schip bereikte op 4 juli dat jaar de bergingsplek en begon daarna pogingen te ondernemen de K-129 te bergen. De onderzeeër was in tweeën gebroken en lag 5000 meter diep. Tijdens de werkzaamheden kwamen enkele Sovjet marineschepen kijken, zonder precies te weten wat de Hughes Glomar Explorer daar uitvoerde. De aandacht van de bergingsploeg was gericht op het voorste gedeelte van de onderzeeboot, een stuk van 41 meter lang. Dit werd in augustus omhoog getakeld, maar de capture vehicle haperde: halverwege brak het stuk in tweeën en een helft viel terug naar de oceaanbodem. De rest kwam boven water.
Het is onduidelijk wat voor objecten met dit deel van de boot zijn geborgen. Het teruggevallen deel zou de belangrijkste objecten hebben bevat: nucleaire raketten en enkele codeboeken. Volgens sommige auteurs zijn deze raketten en boeken echter boven water gekomen. Enkelen zeggen zelfs dat het grootste deel van de K-129 is geborgen. Wat wel is geborgen, zijn enkele nucleaire torpedo's, codeermachines voor versleutelde informatie en de lichamen van zes van de 83 omgekomen bemanningsleden. 
De Sovjets kregen een zeemansbegrafenis met militaire eer. Vanuit het oogpunt van inlichtingen was Project Azorian teleurstellend, maar het was de diepste bergingsoperatie aller tijden.

### Openbaarmaking
Begin 1974 wilde journalist Seymour Hersh, toen werkzaam bij The New York Times, over Project Azorian schrijven. De Amerikaanse regering oefende echter druk op de krant uit niet te publiceren terwijl het project nog in volle gang was. Het zou leiden tot een internationaal incident. Op 7 februari 1975 schreef de Los Angeles Times over de geheime berging, waarbij de gestolen documenten een grote rol speelden. De CIA probeerde daarna de media ervan te overtuigen niet verder over het project te schrijven, maar in maart verschenen talloze verhalen die de Hughes Glomar Explorer in verband brachten met de geheime regeringsoperatie.
Nadat verhalen verschenen over de pogingen van de CIA om publicaties over Project Azorian tegen te houden, probeerde een journaliste via de Freedom of Information Act documenten te krijgen over deze pogingen tot censuur. De CIA gaf als officieel antwoord het bestaan van deze documenten noch te ontkennen noch te bevestigen ("neither confirm nor deny"). Deze ontwijkende formule om te antwoorden op een verzoek om informatie, wordt sindsdien wel glomar response (glomar-antwoord) of glomarisation genoemd.